# 泰伯恩

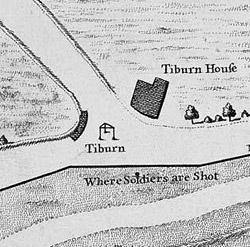
泰伯恩绞刑架和周边环境，1746年

泰伯恩（Tyburn）是曾经位于英格兰米德爾塞克斯的一个庄园，是马里波恩教区的两个庄园之一，早在1086年的末日审判书上就已经记载此地。
它以几条古罗马道路为界，西达现代埃奇威尔路，南至现代的牛津街，其交叉口是泰伯恩绞刑架（Tyburn Gallows；俗称Tyburn Tree）。它是处决伦敦罪犯的主要场所，以至于一度成为死刑的代名词，18世纪也被称为“上帝的法庭”（God's Tribunal）。 
其名来自于西伯恩河的支流泰伯恩溪（Tyburn Brook），原意是“边界之溪”。

## 泰伯恩绞刑架

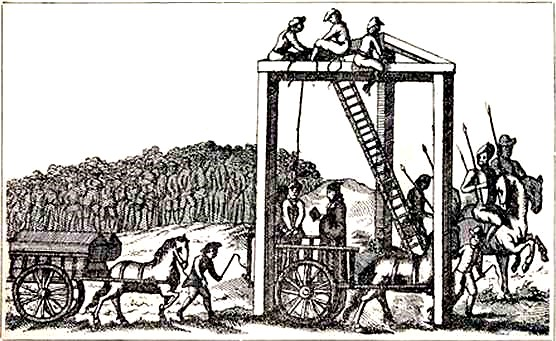
绞刑架

尽管伦敦其他地方也有刑场处（特别是在塔丘，这里通常处决的是犯了叛国罪的上流社会人物），但1400年代开始大多数伦敦的处刑都开始在此执行，取代了史密斯菲尔德的地位。来到这里之前，囚犯们会从伦敦市的纽盖特监狱一路游行，经过圣吉尔和牛津街（当时称为泰伯恩路）。
泰伯恩的第一次处刑记录可以追溯至1196年。发动人民暴乱的威廉·菲茨·奥斯伯特被一匹马赤身裸体地拖到泰伯恩，并处以绞刑。
1537年，亨利八世在泰伯恩处决了求恩巡礼的领导者，包括尼古拉斯·坦佩斯。
1571年，泰伯恩树（Tyburn Tree）在今天的埃奇威尔路、贝斯沃特路和牛津街的交叉处竖立，原址在现在的大理石拱门以西200米处。 它是一个绞刑架，由三条腿支撑，因此也叫“Triple Tree”。它可以同时绞死几名罪犯，因此被用于大规模处决中。1649年6月23日，24名囚犯（23男，1女）同时在这里被绞死。
处决后，尸体将被埋在刑场附近，或稍后被医生拿走解剖。围观人群有时会与外科医生抢夺尸体，以免被肢解的尸体无法在审判日复活，杰克·谢泼德、迪克·特平、威廉·斯皮戈特处刑后发生过这样的事件。
“泰伯恩树”的第一个受刑者是罗马天主教徒约翰·斯托里，罪名是叛国。英格兰内战中处死国王的约翰·布拉德肖、亨利·艾尔顿和奥利弗·克伦威尔死后在1661年1月遭掘坟，并吊在泰伯恩。
绞刑架由于磨损更换过多次。在遭到破坏后，1759年10月新的移动绞刑架替换了原先的固定绞刑架，直至泰伯恩刑场停用。

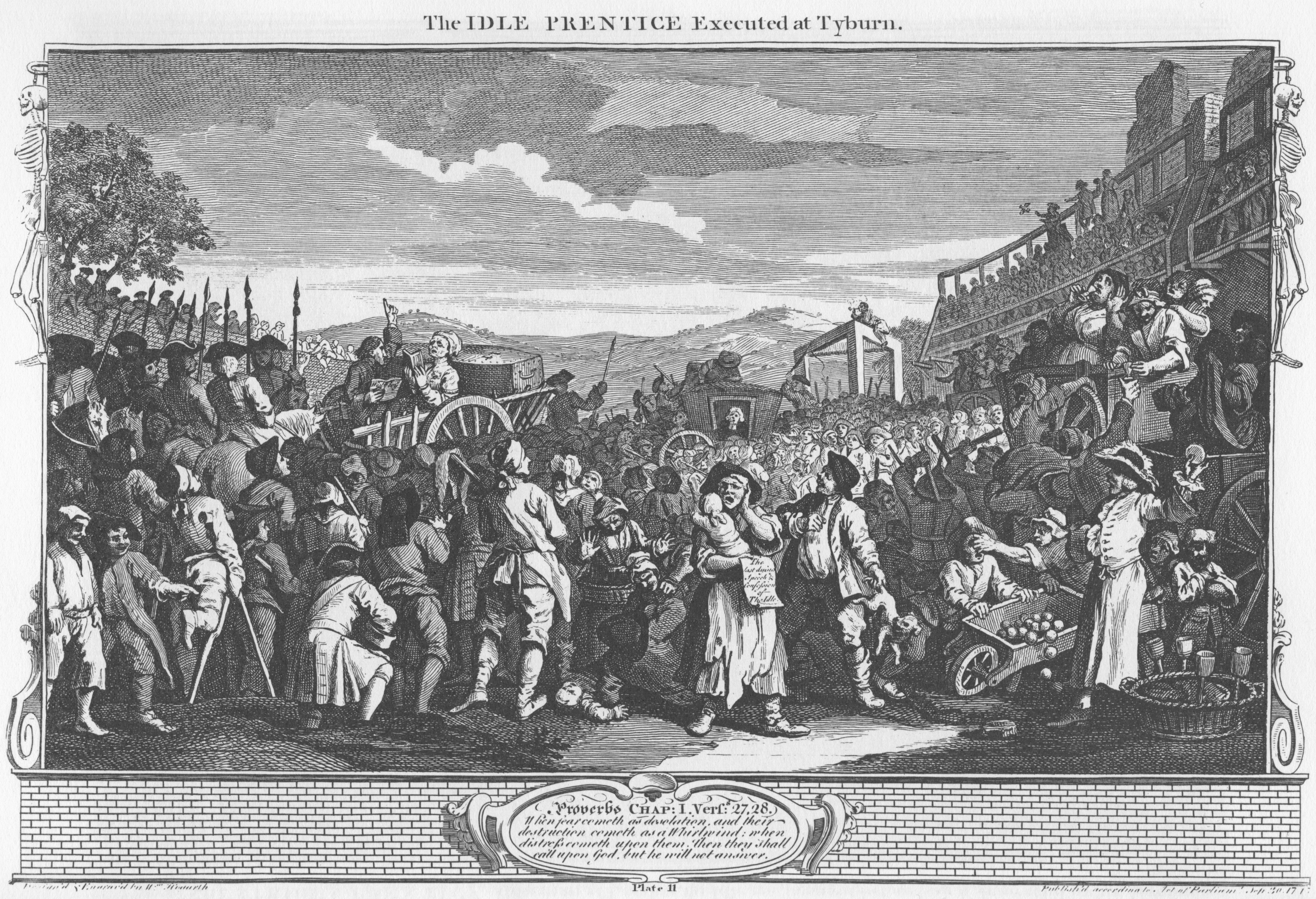
威廉·贺加斯1747年绘制的作品，背景就是泰伯恩

泰伯恩最后一次处刑时间是1783年11月3日，受刑者是强盗约翰·奥斯汀。在接下来的八十五年里，绞刑处刑地换成了纽盖特监狱外。之后，1868年为了避免公开处刑导致的公共秩序混乱，政府决定在监狱内处决犯人。
绞刑架的所在地现在有三棵橡树作为标志，它们植于2014年。泰伯恩修道院（Tyburn Convent）也得名于刑场。